# 大阪ブライダル専門学校
大阪ブライダル専門学校（おおさかブライダルせんもんがっこう）は、学校法人ホスピタリティ学園が運営する大阪府大阪市西区にある専門学校。

## 概要
本校の起源は1981年に開校した大阪トラベルジャーナル旅行学院大阪校の開校に遡る。

## 関連学校
- 姉妹校
  - 大阪鉄道・観光専門学校
  - 大阪テーマパーク・ダンス専門学校
  - 大阪外国語・ホテル・エアライン専門学校